# Lydinolydella discalis
Lydinolydella discalis är en tvåvingeart som först beskrevs av Townsend 1927.  Lydinolydella discalis ingår i släktet Lydinolydella och familjen parasitflugor.
Artens utbredningsområde är Peru. Inga underarter finns listade i Catalogue of Life.